# Вальтер Йост
Вальтер Йост (нім. Walter Jost; 25 липня 1896, Раштат, Німецька імперія — 24 квітня 1945, Вілладозе, Італія) — німецький воєначальник, генерал-лейтенант вермахту. Кавалер Лицарського хреста Залізного хреста.

## Біографія
5 серпня 1914 року вступив в Прусську армію. Учасник Першої світової війни. Після демобілізації армії залишений в рейхсвері. З 1 березня 1938 року — командир 3-го батальйону 71-го піхотного полку, з 6 лютого 1940 року — всього полку. В серпні 1940 року поранений і відправлений в резерв. Після одужання 2 жовтня 1941 року знову очолив полк. Одночасно в червні-липні 1942 року виконував обов'язки командира 5-ї легкої дивізії. З 20 квітня 1943 року — генерал для особливих доручень при начальникові ОКВ. З 1 серпня 1943 року — голова 10-го (центрального) відділу ОКВ. З 26 квітня 1944 року — командир 42-ї єгерської дивізії. Загинув під час авіанальоту.

## Звання
- Доброволець (5 серпня 1914)
- Фанен-юнкер-унтерофіцер (25 листопада 1915)
- Фенріх (13 березня 1916)
- Лейтенант (22 вересня 1916)
- Оберлейтенант (23 листопада 1923)
- Гауптман (1 листопада 1928)
- Майор (20 квітня 1935)
- Оберстлейтенант (1 серпня 1937)
- Оберст (19 липня 1940)
- Генерал-майор (20 квітня 1943)
- Генерал-лейтенант (1 грудня 1944)

## Нагороди
- Залізний хрест
  - 2-го класу (9 червня 1916)
  - 1-го класу (24 серпня 1917)
- Орден Церінгенського лева, лицарський хрест 2-го класу з мечами (10 листопада 1917)
- Хрест «За військові заслуги» (Австро-Угорщина) 3-го класу з військовою відзнакою (28 березня 1918)
- Нагрудний знак «За поранення» в чорному
- Почесний хрест ветерана війни з мечами (21 грудня 1934)
- Медаль «За вислугу років у Вермахті»
  - 4-го, 3-го і 2-го класу (18 років; 2 жовтня 1936) — отримав 3 медалі одночасно.
  - 1-го класу (25 років)
- Застібка до Залізного хреста
  - 2-го класу (16 травня 1940)
  - 1-го класу (13 червня 1940)
- Лицарський хрест Залізного хреста (31 березня 1942)
- Нагрудний знак «За поранення» в сріблі (20 липня 1942)
- Медаль «За зимову кампанію на Сході 1941/42» (31 липня 1942)
- Штурмовий піхотний знак в сріблі (8 вересня 1942)